# Sender Izmir
Der Sender Izmir ist eine Sendeanlage für Hörfunk und Fernsehen auf einer Erhebung in der türkischen Stadt Izmir. Als Antennenträger für die TRT-Hörfunkprogramme und das analoge Fernsehen fungiert ein Stahlbetonturm; die restlichen Hörfunkprogramme werden von mehr als zwei Dutzend weiteren freistehenden Stahlfachwerktürmen ausgestrahlt. Der Sender Izmir zählt zu den Sendeanlagen mit den meisten ausgestrahlten Programmen.

## Frequenzen und Programme

### Analoger Hörfunk (UKW)
| Frequenz (MHz) | Programm                    | RDS PS | RDS PI | Regionalisierung | ERP (kW) | Polarisation horizontal (H)/vertikal (V) |
| -------------- | --------------------------- | --- | ------ | ---------------- | -------- | ---------------------------------------- |
| 87,7           | Slow Türk                   | SLOWTURK | 3222   | −                | 2        | ?                                        |
| 88,0           | TRT 3 Radyo Üc              | 88.0_MHZ/IZMIR___/KARATEPE/TRT_____/RADYO-3_/24_SAAT_/KLASIK__/CAZ_____/POP_____/MUZIK___/TEL:0312/4442403_/0.212___/4442403_/0.232___/4442403_/WWW.TRT./NET.TR__/RADYO-3_/MUZIKTE_/KALITE-_/NIN_ADI_/RADYO-3_/LUTFEN__/ARACTA__/EMNIYET_/KEMER-__/LERINIZI/BAGLA-__/YINIZ.__                                | 3203   | −                | 100      | H                                        |
| 88,3           | Moral FM                    | MORAL_FM | 3233   | −                | ?        | ?                                        |
| 88,5           | Radyo Kordelya              | KORDELYA | 375D   | –                | ?        | ?                                        |
| 89,0           | Istanbul FM / Radyo 35      | RADYO_35 | 3578   | –                | 10       | H                                        |
| 89,3           | Alem FM                     | ALEM_FM_/89.3_MHz/C.KALE__ | 3219   | –                | 10       | H/V                                      |
| 89,6           | Show Radyo                  | SHOW_RD_/IZMIR___ | 321E   | −                | 44       | V                                        |
| 90,0           | Imbat FM                    | IMBAT_FM | 3738   | −                | 2        | ?                                        |
| 90,5           | Number One FM               | NUMBER_1 | 321C   | –                | 10       | H/V                                      |
| 90,8           | Süper FM                    | SUPER_FM/90.8_MHZ | 322E   | –                | 10       | H/V                                      |
| 91,0           | Meltem Radio                | – | –      | –                | ?        | ?                                        |
| 91,2           | TRT FM                      | 91.2_MHZ IZMIR___/KARATEPE/TRT-FM__/24_SAAT_/CANLI___/YAYIN.__/TEL:0312/444_1112/0.212___/444_1112/0.232___/444_1112/TRT-FM__/FAKS_NO:/0.312___/309_7000/0.212___/231_2907/0.232___/464_7487/WWW.TRT./NET.TR__/TRT-FM__/DUNYAYI_/KUCAKLA-/YAN_SES./TRT-FM__/LUTFEN__/ARACTA__/EMNIYET_/KEMER-__/LERINIZI/BAG | 3201   | –                | 100      | H                                        |
| 91,5           | Radio Müzik                 | – | 319B   | –                | ?        | ?                                        |
| 91,8           | unbekannt                   | – | –      | –                | ?        | ?                                        |
| 92,0           | TGRT FM                     | TGRT__FM/_IZMIR__/__92.0__ | 3224   | –                | 44       | ?                                        |
| 92,4           | Meteorolojinin Sesi Radyosu | METEOR__ | 0003   | –                | ?        | ?                                        |
| 93,0           | Sky Radyo                   | – | –      | –                | 10       | H                                        |
| 93,3           | Can Radyo                   | CANRADYO | 2211   | Izmir            | 2        | ?                                        |
| 93,6           | Bati Radyo                  | – | –      | Izmir            | 10       | ?                                        |
| 94,1           | Radyo Samanyolu Haber       | SAMNYOLU/HABER___/RADYO___/IZMIR___/94.1MHz_/SAMNYOLU/HABER___/RADYO___/TEL_0216/5249191_ | 9999   | –                | 12       | ?                                        |
| 94,5           | Radyo Damar                 | – | –      | –                | 6        | ?                                        |
| 94,7           | TRT-1 Radyo Bir             | – | –      | –                | 100      | H                                        |
| 95,2           | Burc FM                     | BURC_FM_/IZMIR___/95.2MHZ_/BURC_FM_/TEL_0216/5249393_ | 322C   | –                | 5        | H                                        |
| 95,4           | Ege FM                      | RADYOEGE/EGE_FM__/_95.4___/KARA____/DENZIN__/IZMIRIN_/NEZISIN_ | 374C   | Izmir            | 5        | V                                        |
| 95,7           | ntv Radyo                   | NTVRADYO | 3216   | −                | 5        | V                                        |
| 95,9           | Number One Türk             | NR1_TURK | 3226   | –                | ?        | ?                                        |
| 96,5           | Kordon FM                   | KORDONFM | 37B2   | –                | 1        | ?                                        |
| 96,9           | AkRa FM                     | AKRA-FM_ | 3217   | –                | ?        | ?                                        |
| 97,7           | Joy FM                      | JOY_FM__/IZMIR___/97.7_MHZ | 3254   | –                | 10       | ?                                        |
| 98,0           | Radyo Fenomen               | FENOMEN_ | 305F   | –                | ?        | ?                                        |
| 98,2           | Radyo Mehtap                | RADYO___/MEHTAP__/IZMIR___/98.2MHZ_/RADYO___/MEHTAP__/TEL_0216/5249494_ | 3211   | –                | ?        | ?                                        |
| 98,4           | Best FM                     | BEST_FM_/IZMIR___ | 321D   | –                | 44       | ?                                        |
| 98,7           | Diyanet Radyo / Radyo Vatan | – | –      | –                | ?        | ?                                        |
| 98,9           | RS FM                       | RADYO-RS/RS_FM___/COM.TR__ | 3405   | –                | 5        | V                                        |
| 99,3           | Pal FM                      | PAL_FM_/99.3____/IZMIR___/TEL_0212/2835503/_______WWW.PALFM.COM.TR__ | 3235   | –                | 2        | ?                                        |
| 99,5           | Capital Radio Türkiye       | VIRGIN__ | 3213   | –                | ?        | ?                                        |
| 99,7           | Radyo Mega                  | – | –      | Istanbul         | ?        | ?                                        |
| 100,2          | Kanal Türk Radyo            | KANLTURK | 354F   | –                | ?        | ?                                        |
| 100,5          | TRT Türkü                   | – | –      | –                | 100      | H                                        |
| 100,8          | Radyo Ege Kampüs            | -_RADYO_EGE_KAMPUS_342430 | 3002   | –                | ?        | ?                                        |
| 101,0          | Romantik Radyo 101          | – | –      | –                | ?        | ?                                        |
| 101,3          | Radyo 7                     | MGY-RDS_/TESTING_ | 3234   | –                | 1        | ?                                        |
| 102,0          | Radyo Seymen                | – | –      | –                | 10       | ?                                        |
| 102,3          | Semerkand Radyo             | _______SEMERKAND_______/RADYO___/IZMIR___/HAYATIN_/KALBINE_/TEL:0216/5642515_/WWW._______SEMERKANDRAD | 3231   | –                | ?        | ?                                        |
| 102,5          | Radyo Spor                  | SPOR____ | 31D5   | –                | ?        | ?                                        |
| 102,8          | Bayram FM                   | BAYRAMFM | 344B   | –                | ?        | ?                                        |
| 103,1          | Park FM                     | PARK_FM_/TURKIYE_ | 3020   | Ankara           | 2        | ?                                        |
| 103,4          | Romantik Türk               | ROMANTIK/_TURK____/-103.4-_ | 3771   | Izmir            | 5        | ?                                        |
| 103,7          | unbekannt                   | – | –      | –                | ?        | ?                                        |
| 104,0          | Radyo D                     | RADYO_D_ | 322A   | –                | ?        | ?                                        |
| 104,7          | Radyo Sahil Güvenlik        | SG_FM___/_RADYO__/_SAHIL__/GUVENLIK/_104,70_ | 3D2A   | Izmir            | ?        | ?                                        |
| 105,0          | Radyo Ege Gökyüzü           | – | –      | –                | ?        | ?                                        |
| 105,3          | Yildiz FM                   | YILDIZFM | BA76   | Izmir            | 5        | ?                                        |
| 105,5          | Radyo Viva                  | RD_VIVA_/IZMIR___ | 321A   | –                | ?        | ?                                        |
| 105,7          | Power Türk                  | POWER-TR | 3227   | –                | ?        | ?                                        |
| 106,0          | Joy Türk                    | IZMIR___/JOY_TURK/DINLIYOR/ASKI____/HISSET__ | 3212   | –                | 10       | ?                                        |
| 106,3          | Kral Pop                    | KRALPOP_ | 3214   | –                | 44       | ?                                        |
| 106,5          | Radyo Seymen                | SEYMEN__ | 3481   | –                | 2        | ?                                        |
| 106,7          | Radyo Cihan                 | RD.CiHAN | 323C   | –                | ?        | ?                                        |
| 107,0          | Radyo Slowtime              | TIME____ | 318A   | –                | ?        | ?                                        |
| 107,3          | Radyo Imperator             | – | –      | –                | 5        | ?                                        |
| 107,6          | Radyo Herkül                | HERKULFM | CA62   | Izmir            | 12       | ?                                        |
| 107,9          | Radyo Pause                 | RD_PAUSE | 3760   | Izmir            | 2        | ?                                        |

### Analoges Fernsehen (PAL)
Die Türkei plant, bis 2015 auf DVB-T umzustellen.[veraltet] Bis dahin werden noch folgende analoge Fernsehkanäle vom Sender Izmir ausgestrahlt:
| Kanal | Frequenz (MHz) | Programm          | ERP (kW) | Sendediagramm rund (ND)/ gerichtet (D) | Polarisation horizontal (H)/ vertikal (V) |
| ----- | -------------- | ----------------- | -------- | -------------------------------------- | ----------------------------------------- |
| 10    | 207,25         | TRT 1             | 100      | ND                                     | H                                         |
| 23    | 487,25         | TRT-Haber         | 450      | ND                                     | H                                         |
| 26    | 511,25         | TRT 3 / TRT-GAP   | 450      | ND                                     | H                                         |
| 29    | 535,25         | TRT-4 / TRT Çocuk | 450      | ND                                     | H                                         |